# Det sidste barn
Det sidste barn er en dansk dokumentarfilm fra 2005 med instruktion og manuskript af Merete Borker.

## Handling
Indtil slutningen af 1980'erne lammede polio hvert år en halv million af verdens børn. Derfor igangsatte FN i 1988 et polioinitiativ, der som målsætning havde at udrydde polio i verden. Det er nu næsten lykkedes, men indtil det sidste barn er vaccineret, vil børn overalt i verden være i fare for at blive smittet. Dokumentarfilmen følger kampen mod polioen i Afrika og Indien sammen med de vaccinationshold, der ikke bare kæmper mod sygdommen, men også mod politiske intriger, borgerkrige og de lokales mistro. "Er det virkelig poliovaccine og ikke HIV-virus fra USA, I giver os", spørger de nigerianske kvinder. Og hvordan er det muligt at vaccinere 170 millioner børn i Indien på én dag? Filmen er historien om, at det nytter at gøre en indsats. At der i verden trods alt er vilje til at tage vare på børns liv.